# Wider die mörderischen und räuberischen Rotten der Bauern

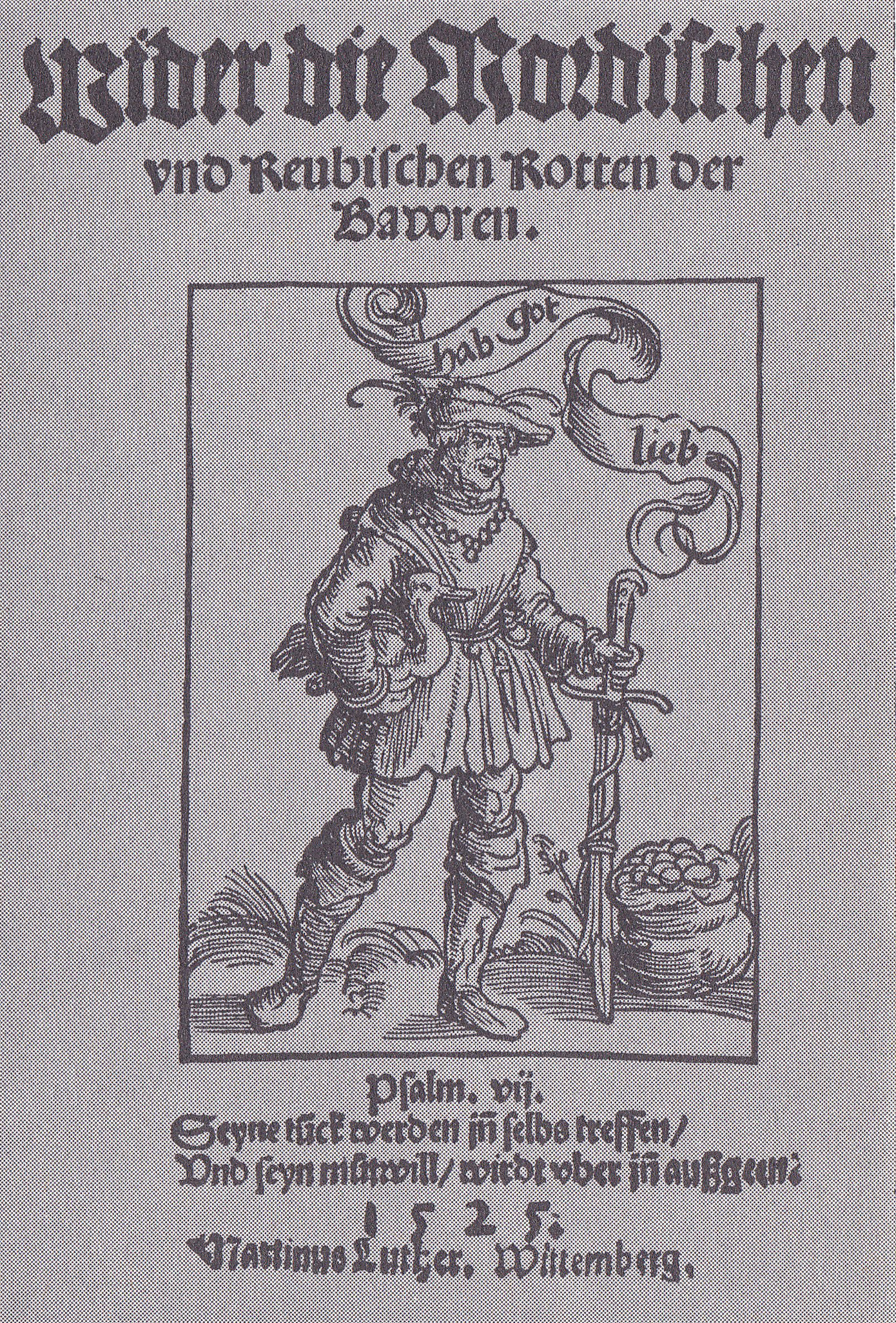
Titelblatt von 1525

Wider die mörderischen und räuberischen Rotten der Bauern ist eine Schrift Martin Luthers im Zusammenhang mit den Deutschen Bauernkriegen, zu denen er darin Stellung bezog.
Luther schrieb sie im Jahr 1525 unter dem Eindruck der Weinsberger Bluttat am 17. April, nachdem er sich zuvor mit öffentlichen Äußerungen zu den Aufständen zurückgehalten hatte. In seiner Schrift stellte Luther klar, dass sich die aufständischen Bauern zu Unrecht auf ihn beriefen, und ermutigte die Fürsten, die Bauern mit aller notwendigen Gewalt niederzuschlagen. Wörtlich heißt es: „man soll sie zerschmeißen, würgen, stechen, heimlich und öffentlich, wer da kann, wie man einen tollen Hund erschlagen muss“.
Schon vor Luthers Appell hatten die Fürsten, bei denen dessen Wort Gewicht hatte, ihre militärischen Anstrengungen verstärkt. Die Niederlage der Bauern war zum Zeitpunkt der Publikation seines Werkes absehbar.